# Botanica sistematica
La Botanica sistematica è la branca della botanica che studia gli organismi vegetali al fine di circoscrivere entità di diversità separate da altre dello stesso gruppo fornendo metodi per il loro riconoscimento ed identificazione. Le entità di diversità vengono poi assegnate a ranghi tassonomici (Taxon, plur. Taxa) e poste in una gerarchia tramite la tassonomia. 
Ad ogni taxon viene poi assegnato un nome tramite le regole della nomenclatura. Ogni  nome scientifico per essere validamente pubblicato deve essere composto da dato da un binomio latino.
Si ha quindi una classificazione in uno schema generale: 